# 16e étape du Tour de France 2020
Pour un article plus général, voir Tour de France 2020.
La 16e étape du Tour de France 2020 se déroule le mardi 15 septembre 2020 entre La Tour-du-Pin et Villard-de-Lans, sur une distance de 164 kilomètres.

## Parcours
Dès le début de la course, une courte difficulté se dresse devant les coureurs, il faut attendre la fin de la première partie de course pour passer un cran au-dessus, avec le col de Porte (7,4 km à 6,8 %) et la côte de Revel (6 km à 8 %), tous deux classées en 2e catégorie. La fin de course est encore plus difficile, avec la montée de Saint-Nizier-du-Moucherotte (11,1 km à 6,5 %, 1re catégorie et bonifications) et l'arrivée à Villard-de-Lans côte 2000.

## Déroulement de la course
Un groupe d'une quarantaine de coureurs n'ayant pas une minute d'avance quand Edet et Martin de Cofidis sortent du peloton, cela provoque un regroupement. Une échappée de quinze coureurs prend le large, puis deux petits groupes les rejoignent. Les classements annexes animent dans un premier temps la marche du groupe de tête : Matteo Trentin remporte une nouvelle fois le sprint intermédiaire, revenant ainsi à 12 pts de Peter Sagan, puis Pierre Rolland franchit en tête le col de Porte et la côte de Revel. Rolland revient ainsi à hauteur de Benoit Cosnefroy au classement de la montagne. Cosnefroy conserve toutefois le maillot à pois, car il a franchi en tête deux cols de 1re catégorie (les cols de la Colmiane et de Menté), contre un seul pour Rolland (le col de la Biche). Quentin Pacher file en solitaire à quelques kilomètres de la montée de Saint-Nizier-du-Moucherotte, tandis que dans le même temps Egan Bernal est lâché par le peloton. L'homme de tête est repris à 4,5 km du sommet par le champion de Suisse Sébastien Reichenbach (Groupama-FDJ), Richard Carapaz, Julian Alaphilippe et Lennard Kämna. Les différentes accélérations de Carapaz dans les derniers kilomètres de l'ascension vont faire craquer tour à tour Pacher, Alaphilippe et Reichenbach. Kämna attaque à moins de 400 m du sommet et creuse l'écart petit à petit sur ses poursuivants. Il s'impose avec 1 minute 27 sur Carapaz et 1 minute 56 sur le champion de Suisse. Malgré des accélérations de Tadej Pogačar puis de Miguel Ángel López dans les 500 derniers mètres, les membres du Top 10 arrivent groupés, à l'exception de Tom Dumoulin et de Nairo Quintana, qui concèdent respectivement 7 et 35 secondes au groupe maillot jaune. Aucun changement n'est donc à signaler concernant les 8 premières places du classement général. Juste derrière, Dumoulin passe devant Quintana, à plus de 5 minutes du maillot jaune.

## Résultats

### Classement de l'étape
| Classement de la 16e étape | Classement de la 16e étape | Classement de la 16e étape | Classement de la 16e étape | Classement de la 16e étape |
|                            | Coureur                    | Pays                       | Équipe                     | Temps                      |
| -------------------------- | -------------------------- | -------------------------- | -------------------------- | -------------------------- |
| 1er                        | Lennard Kämna              | Allemagne                  | Bora-Hansgrohe             | en 4 h 12 min 52 s         |
| 2e                         | Richard Carapaz            | Équateur                   | Ineos Grenadiers           | + 1 min 27 s               |
| 3e                         | Sébastien Reichenbach      | Suisse                     | Groupama-FDJ               | + 1 min 56 s               |
| 4e                         | Pavel Sivakov              | Russie                     | Ineos Grenadiers           | + 2 min 34 s               |
| 5e                         | Simon Geschke              | Allemagne                  | CCC                        | + 2 min 35 s               |
| 6e                         | Warren Barguil             | France                     | Arkéa-Samsic               | + 2 min 37 s               |
| 7e                         | Tiesj Benoot               | Belgique                   | Sunweb                     | + 2 min 41 s               |
| 8e                         | Nicolas Roche              | Irlande                    | Sunweb                     | + 2 min 47 s               |
| 9e                         | Quentin Pacher             | France                     | B&B Hotels-Vital Concept   | + 2 min 51 s               |
| 10e                        | Julian Alaphilippe         | France                     | Deceuninck-Quick Step      | + 2 min 54 s               |
| modifier                   |                            |                            |                            |                            |

### Points attribués
| Sprint intermédiaire Saint-Joseph-de-Rivière (km 44,5) | Sprint intermédiaire Saint-Joseph-de-Rivière (km 44,5) | Sprint intermédiaire Saint-Joseph-de-Rivière (km 44,5) | Sprint intermédiaire Saint-Joseph-de-Rivière (km 44,5) | Sprint intermédiaire Saint-Joseph-de-Rivière (km 44,5) |
| ------------------------------------------------------ | ------------------------------------------------------ | ------------------------------------------------------ | ------------------------------------------------------ | ------------------------------------------------------ |
|                                                        | Coureur                                                | Pays                                                   | Équipe                                                 | Point(s)                                               |
| 1er                                                    | Matteo Trentin                                         | Italie                                                 | CCC                                                    | 20                                                     |
| 2e                                                     | Daniel Oss                                             | Italie                                                 | Bora-Hansgrohe                                         | 17                                                     |
| 3e                                                     | Julian Alaphilippe                                     | France                                                 | Deceuninck-Quick Step                                  | 15                                                     |
| 4e                                                     | Alberto Bettiol                                        | Italie                                                 | EF Pro Cycling                                         | 13                                                     |
| 5e                                                     | Sébastien Reichenbach                                  | Suisse                                                 | Groupama-FDJ                                           | 11                                                     |
| 6e                                                     | Lennard Kämna                                          | Allemagne                                              | Bora-Hansgrohe                                         | 10                                                     |
| 7e                                                     | Warren Barguil                                         | France                                                 | Arkéa-Samsic                                           | 9                                                      |
| 8e                                                     | Winner Anacona                                         | Colombie                                               | Arkéa-Samsic                                           | 8                                                      |
| 9e                                                     | Richard Carapaz                                        | Équateur                                               | Ineos Grenadiers                                       | 7                                                      |
| 10e                                                    | Imanol Erviti                                          | Espagne                                                | Movistar                                               | 6                                                      |
| 11e                                                    | Andrey Amador                                          | Costa Rica                                             | Ineos Grenadiers                                       | 5                                                      |
| 12e                                                    | Carlos Verona                                          | Espagne                                                | Movistar                                               | 4                                                      |
| 13e                                                    | Nicolas Roche                                          | Irlande                                                | Sunweb                                                 | 3                                                      |
| 14e                                                    | Quentin Pacher                                         | France                                                 | B&B Hotels-Vital Concept                               | 2                                                      |
| 15e                                                    | Christopher Juul Jensen                                | Danemark                                               | Mitchelton-Scott                                       | 1                                                      |
| modifier                                               |                                                        |                                                        |                                                        |                                                        |

| Arrivée d'étape Villard-de-Lans Côte 2000 (km 164) | Arrivée d'étape Villard-de-Lans Côte 2000 (km 164) | Arrivée d'étape Villard-de-Lans Côte 2000 (km 164) | Arrivée d'étape Villard-de-Lans Côte 2000 (km 164) | Arrivée d'étape Villard-de-Lans Côte 2000 (km 164) |
| -------------------------------------------------- | -------------------------------------------------- | -------------------------------------------------- | -------------------------------------------------- | -------------------------------------------------- |
|                                                    | Coureur                                            | Pays                                               | Équipe                                             | Point(s)                                           |
| 1er                                                | Lennard Kämna                                      | Allemagne                                          | Bora-Hansgrohe                                     | 20                                                 |
| 2e                                                 | Richard Carapaz                                    | Équateur                                           | Ineos Grenadiers                                   | 17                                                 |
| 3e                                                 | Sébastien Reichenbach                              | Suisse                                             | Groupama-FDJ                                       | 15                                                 |
| 4e                                                 | Pavel Sivakov                                      | Russie                                             | Ineos Grenadiers                                   | 13                                                 |
| 5e                                                 | Simon Geschke                                      | Allemagne                                          | CCC                                                | 11                                                 |
| 6e                                                 | Warren Barguil                                     | France                                             | Arkéa-Samsic                                       | 10                                                 |
| 7e                                                 | Tiesj Benoot                                       | Belgique                                           | Sunweb                                             | 9                                                  |
| 8e                                                 | Nicolas Roche                                      | Irlande                                            | Sunweb                                             | 8                                                  |
| 9e                                                 | Quentin Pacher                                     | France                                             | B&B Hotels-Vital Concept                           | 7                                                  |
| 10e                                                | Julian Alaphilippe                                 | France                                             | Deceuninck-Quick Step                              | 6                                                  |
| 11e                                                | Alberto Bettiol                                    | Italie                                             | EF Pro Cycling                                     | 5                                                  |
| 12e                                                | Carlos Verona                                      | Espagne                                            | Movistar                                           | 4                                                  |
| 13e                                                | Pierre Rolland                                     | France                                             | B&B Hotels-Vital Concept                           | 3                                                  |
| 14e                                                | Matteo Trentin                                     | Italie                                             | CCC                                                | 2                                                  |
| 15e                                                | Imanol Erviti                                      | Espagne                                            | Movistar                                           | 1                                                  |
| modifier                                           |                                                    |                                                    |                                                    |                                                    |

|   | Coureur               | Pays      | Équipe           | Secondes |
| - | --------------------- | --------- | ---------------- | -------- |
| 1 | Lennard Kämna         | Allemagne | Bora-Hansgrohe   | 8 s      |
| 2 | Richard Carapaz       | Équateur  | Ineos Grenadiers | 5 s      |
| 3 | Sébastien Reichenbach | Suisse    | Groupama-FDJ     | 2 s      |

|   | Coureur               | Pays      | Équipe           | Secondes |
| - | --------------------- | --------- | ---------------- | -------- |
| 1 | Lennard Kämna         | Allemagne | Bora-Hansgrohe   | 10 s     |
| 2 | Richard Carapaz       | Équateur  | Ineos Grenadiers | 6 s      |
| 3 | Sébastien Reichenbach | Suisse    | Groupama-FDJ     | 4 s      |

### Cols et côtes
| Côte de Virieu (km 12,5) 4e catégorie (2,3 km à 6,8%) | Côte de Virieu (km 12,5) 4e catégorie (2,3 km à 6,8%) | Côte de Virieu (km 12,5) 4e catégorie (2,3 km à 6,8%) | Côte de Virieu (km 12,5) 4e catégorie (2,3 km à 6,8%) | Côte de Virieu (km 12,5) 4e catégorie (2,3 km à 6,8%) |
| ----------------------------------------------------- | ----------------------------------------------------- | ----------------------------------------------------- | ----------------------------------------------------- | ----------------------------------------------------- |
|                                                       | Coureur                                               | Pays                                                  | Équipe                                                | Point(s)                                              |
| 1er                                                   | Nans Peters                                           | France                                                | AG2R La Mondiale                                      | 1                                                     |
| modifier                                              |                                                       |                                                       |                                                       |                                                       |

| Col de Porte (km 66,5) 2e catégorie (7,4 km à 6,8%) | Col de Porte (km 66,5) 2e catégorie (7,4 km à 6,8%) | Col de Porte (km 66,5) 2e catégorie (7,4 km à 6,8%) | Col de Porte (km 66,5) 2e catégorie (7,4 km à 6,8%) | Col de Porte (km 66,5) 2e catégorie (7,4 km à 6,8%) |
| --------------------------------------------------- | --------------------------------------------------- | --------------------------------------------------- | --------------------------------------------------- | --------------------------------------------------- |
|                                                     | Coureur                                             | Pays                                                | Équipe                                              | Point(s)                                            |
| 1er                                                 | Pierre Rolland                                      | France                                              | B&B Hotels-Vital Concept                            | 5                                                   |
| 2e                                                  | Nicolas Roche                                       | Irlande                                             | Sunweb                                              | 3                                                   |
| 3e                                                  | Lennard Kämna                                       | Allemagne                                           | Bora-Hansgrohe                                      | 2                                                   |
| 4e                                                  | Richard Carapaz                                     | Équateur                                            | Ineos Grenadiers                                    | 1                                                   |
| modifier                                            |                                                     |                                                     |                                                     |                                                     |

| Côte de Revel (km 94,5) 2e catégorie (6 km à 8,0%) | Côte de Revel (km 94,5) 2e catégorie (6 km à 8,0%) | Côte de Revel (km 94,5) 2e catégorie (6 km à 8,0%) | Côte de Revel (km 94,5) 2e catégorie (6 km à 8,0%) | Côte de Revel (km 94,5) 2e catégorie (6 km à 8,0%) |
| -------------------------------------------------- | -------------------------------------------------- | -------------------------------------------------- | -------------------------------------------------- | -------------------------------------------------- |
|                                                    | Coureur                                            | Pays                                               | Équipe                                             | Point(s)                                           |
| 1er                                                | Pierre Rolland                                     | France                                             | B&B Hotels-Vital Concept                           | 5                                                  |
| 2e                                                 | Simon Geschke                                      | Allemagne                                          | CCC                                                | 3                                                  |
| 3e                                                 | Richard Carapaz                                    | Équateur                                           | Ineos Grenadiers                                   | 2                                                  |
| 4e                                                 | Quentin Pacher                                     | France                                             | B&B Hotels-Vital Concept                           | 1                                                  |
| modifier                                           |                                                    |                                                    |                                                    |                                                    |

| Montée de Saint-Nizier-du-Moucherotte (km 143,5) 1re catégorie (11,1 km à 6,5%) | Montée de Saint-Nizier-du-Moucherotte (km 143,5) 1re catégorie (11,1 km à 6,5%) | Montée de Saint-Nizier-du-Moucherotte (km 143,5) 1re catégorie (11,1 km à 6,5%) | Montée de Saint-Nizier-du-Moucherotte (km 143,5) 1re catégorie (11,1 km à 6,5%) | Montée de Saint-Nizier-du-Moucherotte (km 143,5) 1re catégorie (11,1 km à 6,5%) |
| ------------------------------------------------------------------------------- | ------------------------------------------------------------------------------- | ------------------------------------------------------------------------------- | ------------------------------------------------------------------------------- | ------------------------------------------------------------------------------- |
|                                                                                 | Coureur                                                                         | Pays                                                                            | Équipe                                                                          | Point(s)                                                                        |
| 1er                                                                             | Lennard Kämna                                                                   | Allemagne                                                                       | Bora-Hansgrohe                                                                  | 10                                                                              |
| 2e                                                                              | Richard Carapaz                                                                 | Équateur                                                                        | Ineos Grenadiers                                                                | 8                                                                               |
| 3e                                                                              | Sébastien Reichenbach                                                           | Suisse                                                                          | Groupama-FDJ                                                                    | 6                                                                               |
| 4e                                                                              | Julian Alaphilippe                                                              | France                                                                          | Deceuninck-Quick Step                                                           | 4                                                                               |
| 5e                                                                              | Quentin Pacher                                                                  | France                                                                          | B&B Hotels-Vital Concept                                                        | 2                                                                               |
| 6e                                                                              | Simon Geschke                                                                   | Allemagne                                                                       | CCC                                                                             | 1                                                                               |
| modifier                                                                        |                                                                                 |                                                                                 |                                                                                 |                                                                                 |

| \| Villard-de-Lans Côte 2000 (km 164) 3e catégorie (2,2 km à 6,5%) \| Villard-de-Lans Côte 2000 (km 164) 3e catégorie (2,2 km à 6,5%) \| Villard-de-Lans Côte 2000 (km 164) 3e catégorie (2,2 km à 6,5%) \| Villard-de-Lans Côte 2000 (km 164) 3e catégorie (2,2 km à 6,5%) \| Villard-de-Lans Côte 2000 (km 164) 3e catégorie (2,2 km à 6,5%) \| \| --------------------------------------------------------------- \| --------------------------------------------------------------- \| --------------------------------------------------------------- \| --------------------------------------------------------------- \| --------------------------------------------------------------- \| \| \| Coureur \| Pays \| Équipe \| Point(s) \| \| 1er \| Lennard Kämna \| Allemagne \| Bora-Hansgrohe \| 2 \| \| 2e \| Richard Carapaz \| Équateur \| Ineos Grenadiers \| 1 \| \| modifier \| \| \| \| \| |                 |           |                  |          |
| Villard-de-Lans Côte 2000 (km 164) 3e catégorie (2,2 km à 6,5%) |                 |           |                  |          |
| | Coureur         | Pays      | Équipe           | Point(s) |
| 1er | Lennard Kämna   | Allemagne | Bora-Hansgrohe   | 2        |
| 2e | Richard Carapaz | Équateur  | Ineos Grenadiers | 1        |
| modifier |                 |           |                  |          |

### Prix de la combativité
- Richard Carapaz (Ineos Grenadiers)

## Classements à l'issue de l'étape

### Classement général
| Classement général | Classement général | Classement général | Classement général | Classement général |
|                    | Coureur            | Pays               | Équipe             | Temps              |
| ------------------ | ------------------ | ------------------ | ------------------ | ------------------ |
| 1er                | Primož Roglič      | Slovénie           | Jumbo-Visma        | en 70 h 6 min 47 s |
| 2e                 | Tadej Pogačar      | Slovénie           | UAE Emirates       | + 40 s             |
| 3e                 | Rigoberto Urán     | Colombie           | EF Pro Cycling     | + 1 min 34 s       |
| 4e                 | Miguel Ángel López | Colombie           | Astana             | + 1 min 45 s       |
| 5e                 | Adam Yates         | Royaume-Uni        | Mitchelton-Scott   | + 2 min 3 s        |
| 6e                 | Richie Porte       | Australie          | Trek-Segafredo     | + 2 min 13 s       |
| 7e                 | Mikel Landa        | Espagne            | Bahrain-McLaren    | + 2 min 16 s       |
| 8e                 | Enric Mas          | Espagne            | Movistar           | + 3 min 15 s       |
| 9e                 | Tom Dumoulin       | Pays-Bas           | Jumbo-Visma        | + 5 min 19 s       |
| 10e                | Nairo Quintana     | Colombie           | Arkéa-Samsic       | + 5 min 43 s       |
| modifier           |                    |                    |                    |                    |

| Classement par points | Classement par points | Classement par points | Classement par points    | Classement par points |
| --------------------- | --------------------- | --------------------- | ------------------------ | --------------------- |
|                       | Coureur               | Pays                  | Équipe                   | Point(s)              |
| 1er                   | Sam Bennett           | Irlande               | Deceuninck-Quick Step    | 269 points            |
| 2e                    | Peter Sagan           | Slovaquie             | Bora-Hansgrohe           | 224 pts               |
| 3e                    | Matteo Trentin        | Italie                | CCC                      | 212 pts               |
| 4e                    | Bryan Coquard         | France                | B&B Hotels-Vital Concept | 166 pts               |
| 5e                    | Caleb Ewan            | Australie             | Lotto-Soudal             | 158 pts               |
| 6e                    | Wout van Aert         | Belgique              | Jumbo-Visma              | 131 pts               |
| 7e                    | Julian Alaphilippe    | France                | Deceuninck-Quick Step    | 130 pts               |
| 8e                    | Michael Mørkøv        | Danemark              | Deceuninck-Quick Step    | 112 pts               |
| 9e                    | Alexander Kristoff    | Norvège               | UAE Emirates             | 100 pts               |
| 10e                   | Tadej Pogačar         | Slovénie              | UAE Emirates             | 97 pts                |
| modifier              |                       |                       |                          |                       |

| Classement du meilleur grimpeur | Classement du meilleur grimpeur | Classement du meilleur grimpeur | Classement du meilleur grimpeur | Classement du meilleur grimpeur |
| ------------------------------- | ------------------------------- | ------------------------------- | ------------------------------- | ------------------------------- |
|                                 | Coureur                         | Pays                            | Équipe                          | Point(s)                        |
| 1er                             | Benoît Cosnefroy                | France                          | AG2R La Mondiale                | 36 points                       |
| 2e                              | Pierre Rolland                  | France                          | B&B Hotels-Vital Concept        | 36 pts                          |
| 3e                              | Tadej Pogačar                   | Slovénie                        | UAE Emirates                    | 34 pts                          |
| 4e                              | Primož Roglič                   | Slovénie                        | Jumbo-Visma                     | 33 pts                          |
| 5e                              | Nans Peters                     | France                          | AG2R La Mondiale                | 32 pts                          |
| 6e                              | Marc Hirschi                    | Suisse                          | Sunweb                          | 31 pts                          |
| 7e                              | Lennard Kämna                   | Allemagne                       | Bora-Hansgrohe                  | 27 pts                          |
| 8e                              | Jesús Herrada                   | Espagne                         | Cofidis                         | 25 pts                          |
| 9e                              | Quentin Pacher                  | France                          | B&B Hotels-Vital Concept        | 24 pts                          |
| 10e                             | Michael Gogl                    | Autriche                        | NTT Pro Cycling                 | 24 pts                          |
| modifier                        |                                 |                                 |                                 |                                 |

| Classement général du meilleur jeune | Classement général du meilleur jeune | Classement général du meilleur jeune | Classement général du meilleur jeune | Classement général du meilleur jeune |
|                                      | Coureur                              | Pays                                 | Équipe                               | Temps                                |
| ------------------------------------ | ------------------------------------ | ------------------------------------ | ------------------------------------ | ------------------------------------ |
| 1er                                  | Tadej Pogačar                        | Slovénie                             | UAE Emirates                         | en 70 h 7 min 27 s                   |
| 2e                                   | Enric Mas                            | Espagne                              | Movistar                             | + 2 min 35 s                         |
| 3e                                   | Egan Bernal                          | Colombie                             | Ineos Grenadiers                     | + 18 min 24 s                        |
| 4e                                   | Valentin Madouas                     | France                               | Groupama-FDJ                         | + 1 h 20 min 34 s                    |
| 5e                                   | Daniel Felipe Martínez               | Colombie                             | EF Pro Cycling                       | + 1 h 23 min 51 s                    |
| 6e                                   | Lennard Kämna                        | Allemagne                            | Bora-Hansgrohe                       | + 1 h 31 min 26 s                    |
| 7e                                   | Harold Tejada                        | Colombie                             | Astana                               | + 1 h 43 min 48 s                    |
| 8e                                   | Neilson Powless                      | États-Unis                           | EF Pro Cycling                       | + 2 h 1 min 54 s                     |
| 9e                                   | Niklas Eg                            | Danemark                             | Trek-Segafredo                       | + 2 h 7 min 59 s                     |
| 10e                                  | Marc Hirschi                         | Suisse                               | Sunweb                               | + 2 h 14 min 34 s                    |
| modifier                             |                                      |                                      |                                      |                                      |

| Classement par équipes | Classement par équipes | Classement par équipes | Classement par équipes |
|                        | Équipe                 | Pays                   | Temps                  |
| ---------------------- | ---------------------- | ---------------------- | ---------------------- |
| 1re                    | Movistar               | Espagne                | en 210 h 11 min 6 s    |
| 2e                     | Ineos Grenadiers       | Royaume-Uni            | + 35 min 37 s          |
| 3e                     | EF Pro Cycling         | États-Unis             | + 37 min 0 s           |
| 4e                     | Jumbo-Visma            | Pays-Bas               | + 37 min 36 s          |
| 5e                     | Bahrain-McLaren        | Bahreïn                | + 1 h 0 min 57 s       |
| 6e                     | Trek-Segafredo         | États-Unis             | + 1 h 9 min 7 s        |
| 7e                     | Astana                 | Kazakhstan             | + 1 h 17 min 25 s      |
| 8e                     | AG2R La Mondiale       | France                 | + 1 h 53 min 39 s      |
| 9e                     | Arkéa-Samsic           | France                 | + 2 h 8 min 12 s       |
| 10e                    | Groupama-FDJ           | France                 | + 2 h 30 min 16 s      |
| modifier               |                        |                        |                        |

## Abandons
- David Gaudu (Groupama-FDJ) : abandon
- Jérôme Cousin (Total Direct Énergie) : hors délais